# Sciades perversus
Sciades perversus är en skalbaggsart som först beskrevs av Francis Polkinghorne Pascoe 1864.  Sciades perversus ingår i släktet Sciades och familjen långhorningar. Inga underarter finns listade i Catalogue of Life.